# Korkenzieher

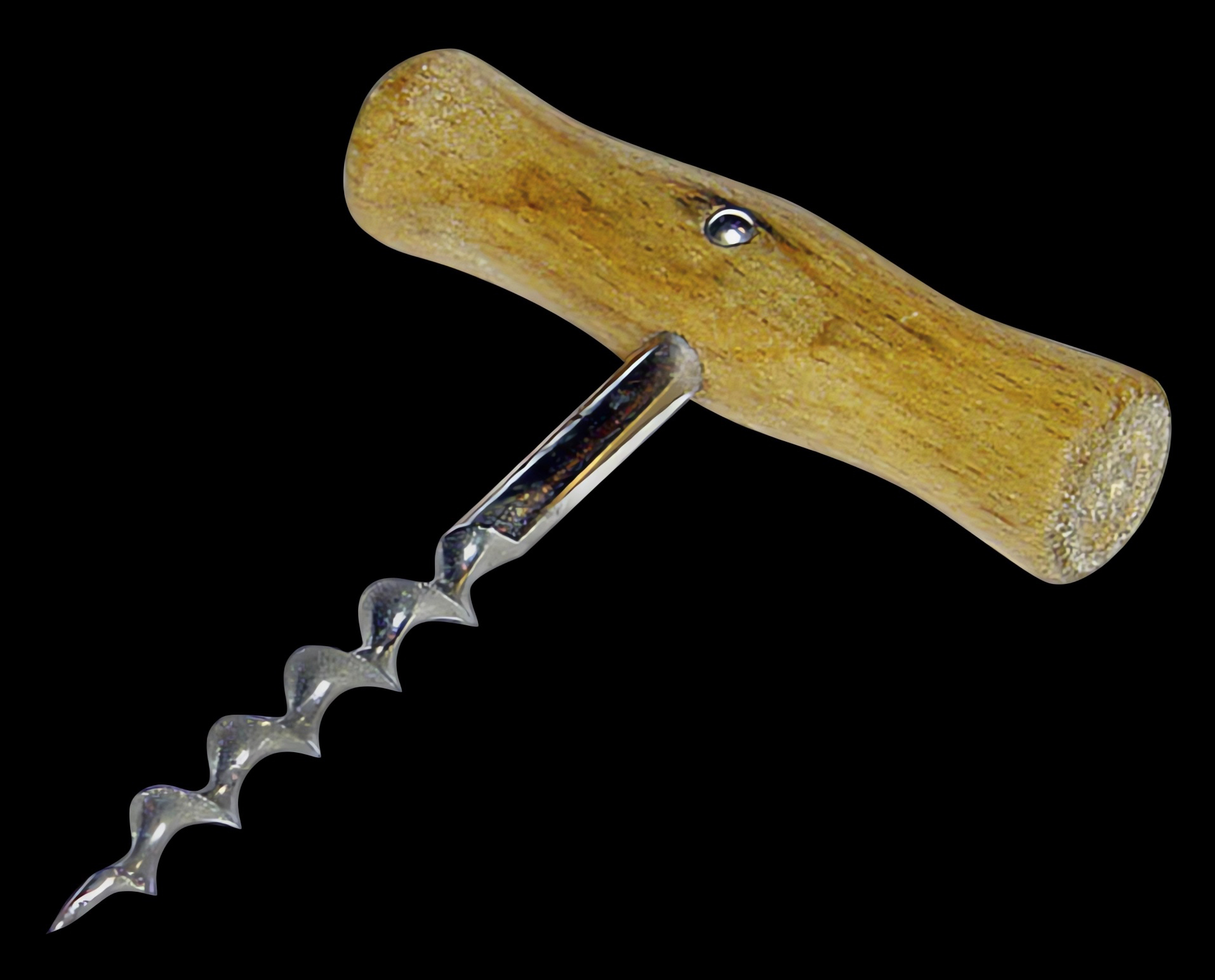
Ein einfacher Korkenzieher mit Metall-Helix und Holz-Quergriff

Ein Korkenzieher oder österreichisch Stoppelzieher, schweizerisch Zapfenzieher (veraltet auch Korkzieher oder Pfropfenzieher genannt) ist ein in vielerlei Ausführungen hergestelltes Werkzeug, mit dem Flaschen entkorkt werden. Der Flaschenkorken ist neben Kronkorken und Schraubverschluss die am weitesten verbreitete Verschlussart.

## Funktion
Der einfache Korkenzieher hat eine metallene Helix (auch Wendel). Der an ihm befestigte orthogonale Griff (auch Quergriff) überträgt die Dreh- und Zugkraft zum Entkorken.

## Entstehungsgeschichte und Bedeutung
Der Korkenzieher entwickelte sich Ende des 17. Jahrhunderts, als in England zunehmend Glasflaschen zur Aufbewahrung eingesetzt wurden. Eingefüllt wurde nicht nur Wein, sondern auch andere Flüssigkeiten (Parfum, Bier etc.) und Feststoffe aller Art (Kräuter, Gewürze etc.). Somit wurde die Entwicklung eines Werkzeuges erforderlich, um den Korkenverschluss effektiv und für das Glas sowie Verwahrgut schonend entfernen zu können.
Hierbei wird vermutet, dass die Anfertigung der ersten Korkenzieher vom Spindelbohrer des Stopfbüchsenziehers – ein Reinigungsinstrument für Schusswaffen – inspiriert wurde.
Das erste Patent wurde von Pfarrer Samuel Henshall aus Oxford im Jahre 1795 eingereicht.
Korkenzieher-Sammler werden Pomelkophile („poma“: Stöpsel; „elken“: ziehen; „philos“: freundlich) genannt. Der erste deutsche Verein für Korkenziehersammler, „Verein Korkenzieherfreunde“, wurde im Jahre 1996 gegründet.
Einen vielfältigen Überblick über Geschichte und Bedeutung der Korkenzieher gibt zum Beispiel das Museum für Korkenzieher in der Provence. Dort, im Luberon nahe dem Ort Ménerbes gelegen und in einem Weingut eingerichtet, können mehr als 1000 verschiedene Korkenzieher einer privaten Sammlung besichtigt werden. Museal wird der Korkenzieher unter anderem auch im Korkenziehermuseum Kaiserstuhl dargestellt.

## Arten
Es gibt zahlreiche Korkenziehertypen mit unterschiedlichen Mechanismen zur Reduzierung der Kraftanstrengung. Folgende Typen stellen nur eine Auswahl der Vielfalt dar.

### T-Korkenzieher

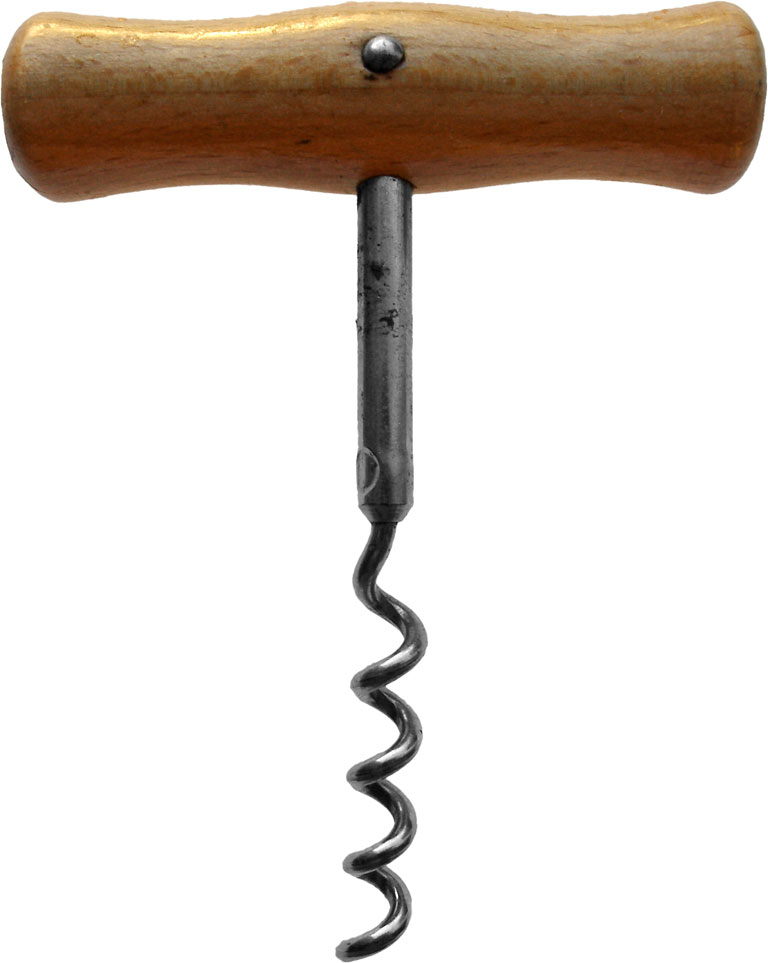
T-Korkenzieher, Helix mit Seele
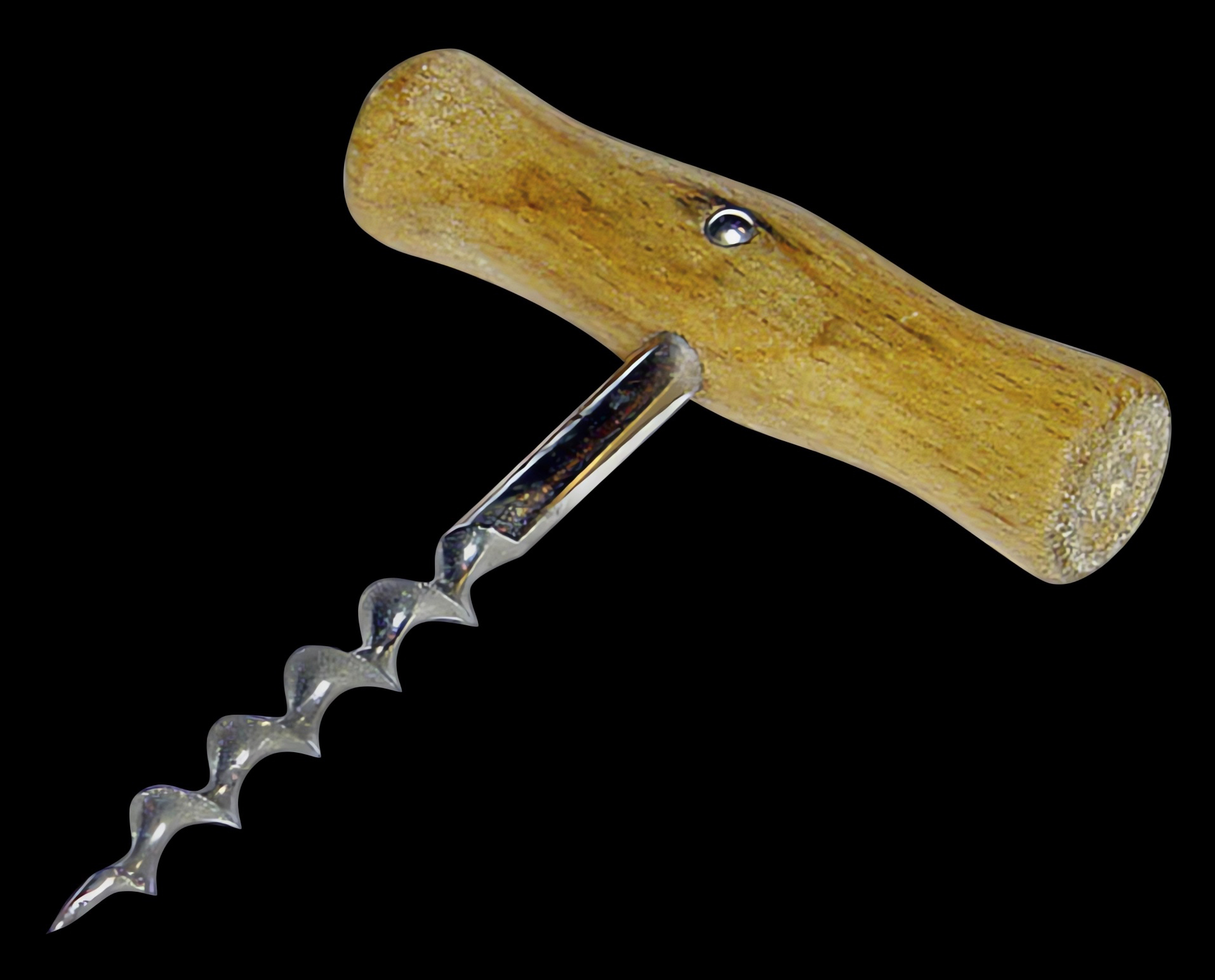
T-Korkenzieher, Helix ohne Seele

Der T-Korkenzieher gilt als älteste und gängigste Variante und besteht aus einer Helix (auch Wendel) mit Spitze, die am orthogonalen Griff (auch Quergriff) befestigt ist. Die Wendel wird, meistens im Uhrzeigersinn, in den Korken gedreht und mit einer Zugbewegung per Hand aus dem Flaschenhals befördert.
Da am Griff erhebliche mechanische Kräfte wirken, besteht er zumeist aus widerstandsfähigem Material wie Holz, Metall, Knochen oder Horn. Ein moderner Korkenzieher hat eine teflonbeschichtete Wendel mit Seele, die Wendel beschreibt einen Hohlraum in ihrer Längsachse.
Der einfache Korkenzieher ist häufig Bestandteil von Taschenmessern oder Multifunktionswerkzeugen oder ist selbst mit Zubehör versehen, welches das Öffnen der Flasche unterstützt. So gibt es Korkenzieher, die mit Flaschenöffnern, Taschenbesteck, Sporn, Messer (zum Aufschneiden der Folie), Siegelbrecher oder Bürste versehen sind.

### Kellnermesser

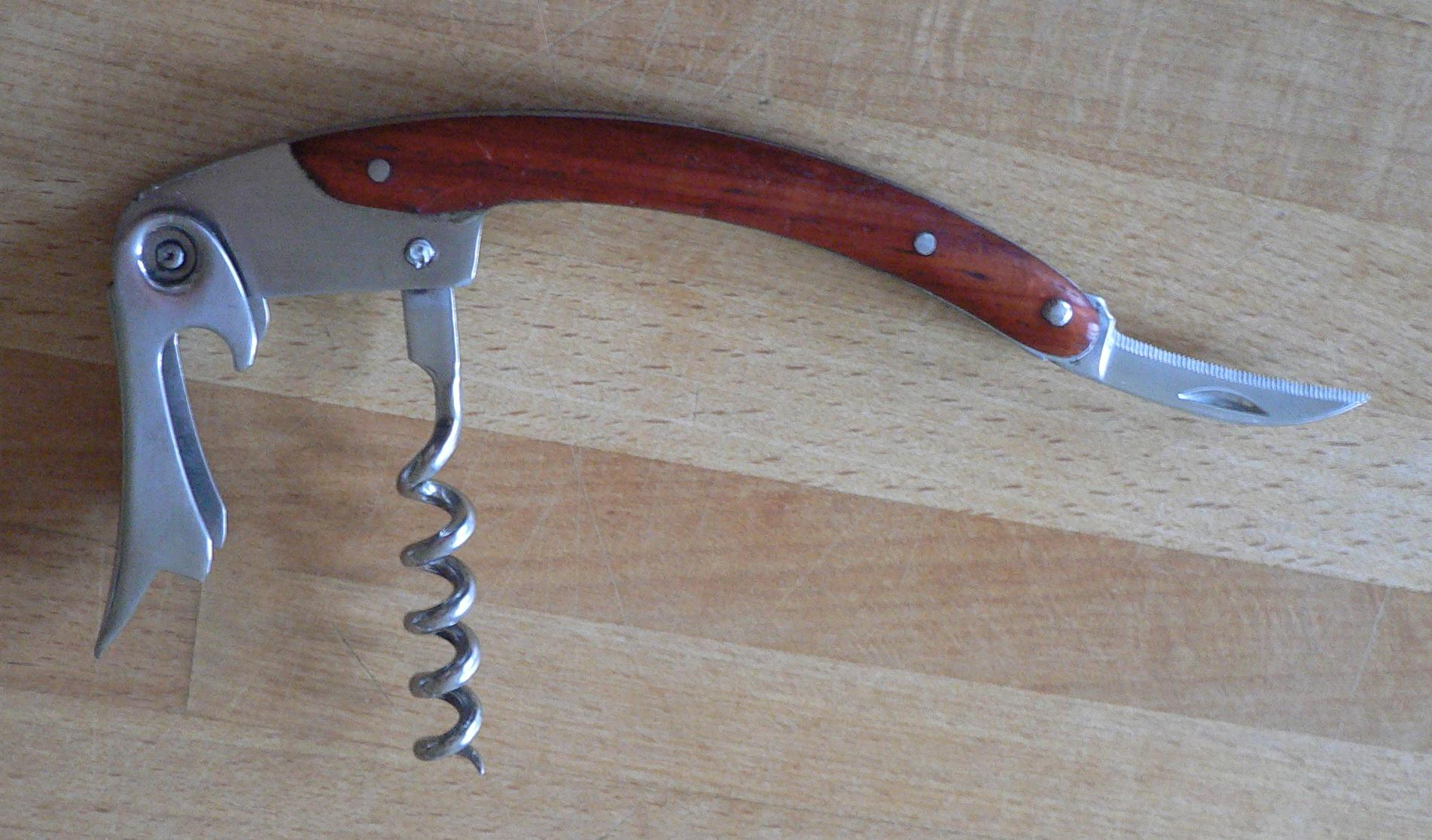
einfach
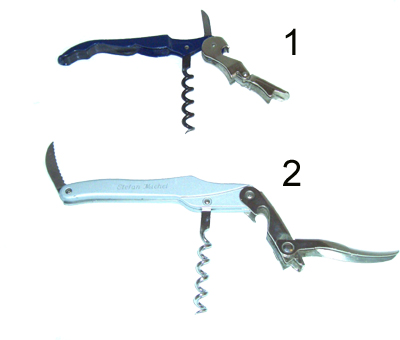
Variante 1. und 2.

Mit einem kleinen Messer wird zunächst die Kapsel am Flaschenhals abgetrennt. Die Spindel wird dann in einem leichten Winkel in der Mitte des Korkens angesetzt. Hiernach wird sie aufgerichtet und gerade so weit wie möglich eingedreht. Der Hebel wird am Flaschenhals angesetzt, so dass der Korken mit Hilfe der Hebelwirkung aus der Flasche befördert wird.
In der Gastronomie wird fast ausschließlich mit diesem Modell oder Abwandlungen davon gearbeitet. In der gehobenen Gastronomie betreuen speziell ausgebildete Sommeliers die jeweiligen Weinkeller und besitzen in der Regel ihre eigenen speziellen Sommeliermesser, in der Ausführung sehr ähnlich dem abgebildeten Kellnermesser, nur sehr viel eleganter und edler in der Verarbeitung.
Der Deutsche Carl F. A. Wienke ließ sich 1883 diese Erfindung patentieren.

### Tisch- und Hebelkorkenzieher

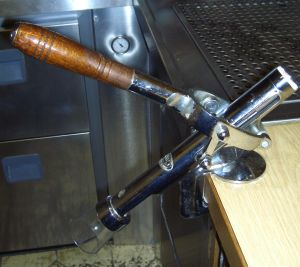
Tischkorkenzieher
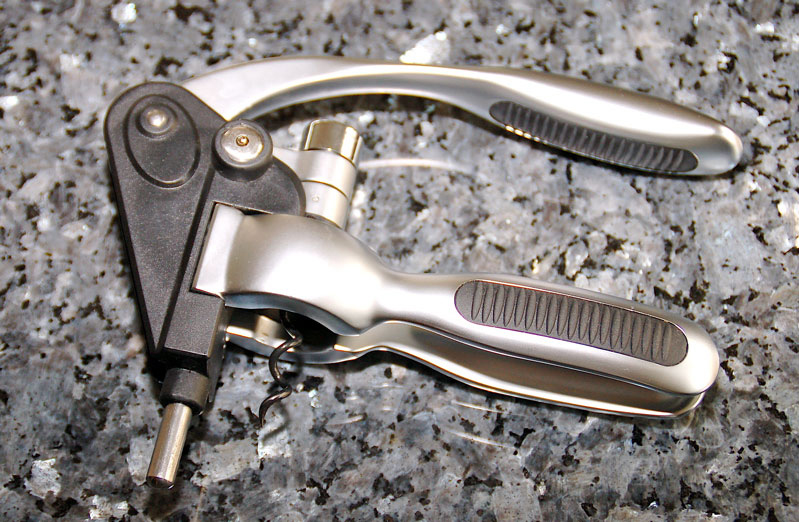
Hebelkorkenzieher

Der Tischkorkenzieher ist fest mit der Tisch- oder Arbeitsplatte verbunden. Die Flasche wird von unten gegen den Korkenzieher gedrückt. Der Hebel wird nach vorne bewegt, wobei sich die Spindel in den Korken bohrt. Im letzten Schritt wird der Hebel zurückgelegt und der Korken löst sich aus der Flasche. Der Tischkorkenzieher ist dazu geeignet, rasch eine große Anzahl von Flaschen zu öffnen.
Die Wirkungsweise des Hebelkorkenziehers ist die gleiche wie beim Tischkorkenzieher. Der Unterschied liegt darin, dass der Hebelkorkenzieher ein mobiles Handgerät ist. Er hat eine zangenartige Vorrichtung, die mit einer Hand dazu benutzt wird, die Flasche zu fixieren. Mit der anderen Hand wird der Hebel bedient.

### Flügel- und Scherenkorkenzieher

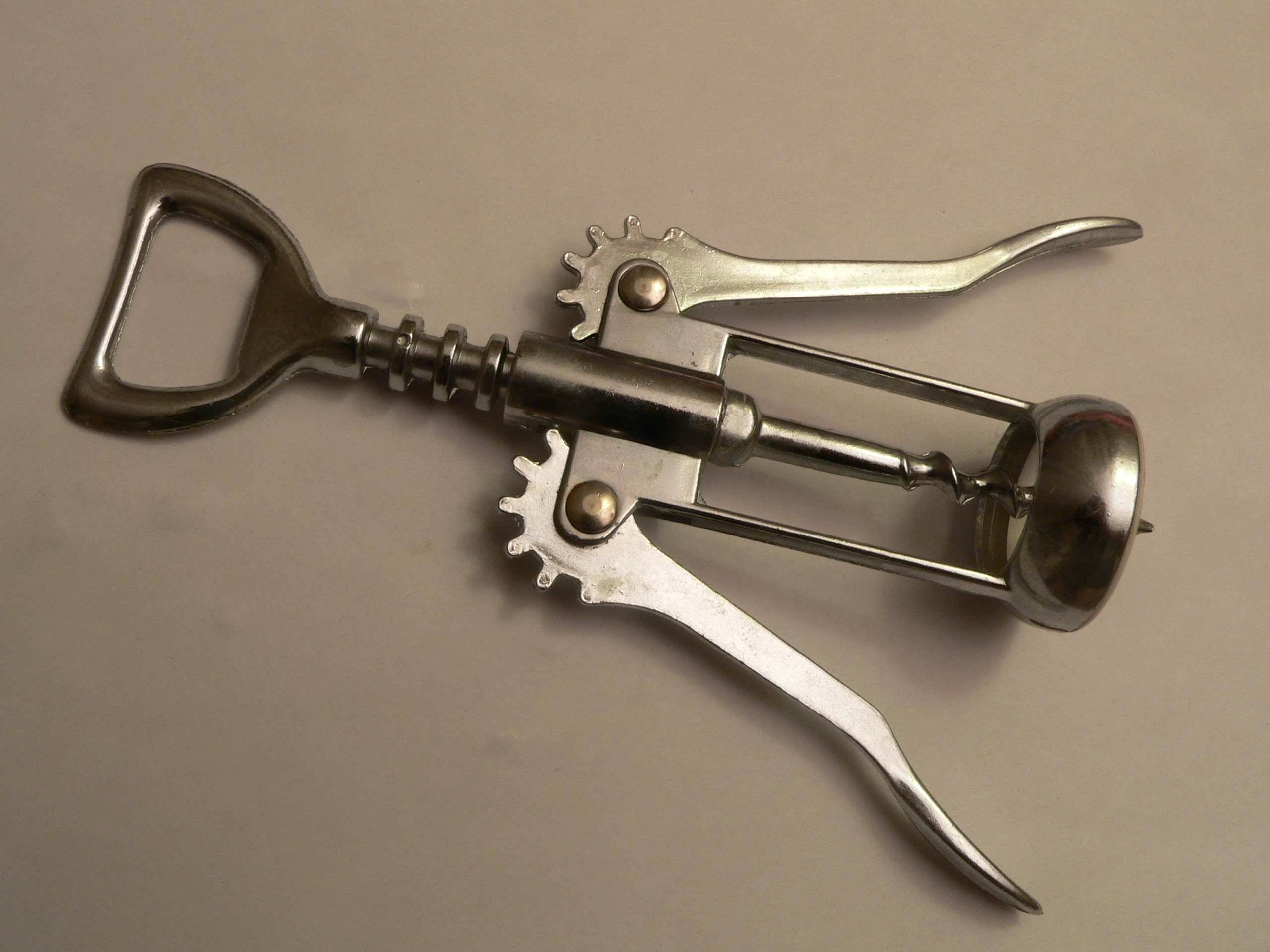
Flügelkorkenzieher
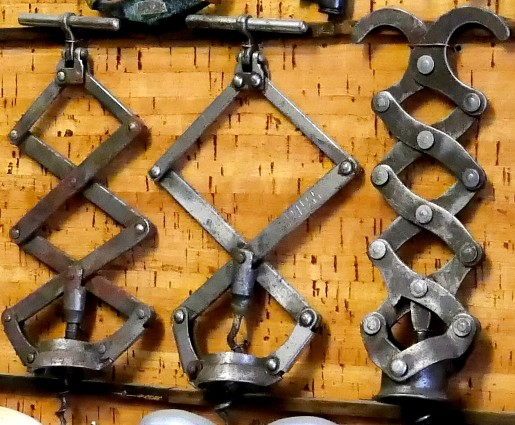
Scherenkorkenzieher

Der Flügelkorkenzieher ist ein einfach zu handhabender Korkenzieher. Dabei wird zunächst der Ring (auch „Glocke“ oder „Cage“ genannt) auf den Flaschenhals gesetzt. Die Spindel wird in den Korken hineingedreht, bis der Ring festsitzt, wobei sich die Hebel (Flügel) an beiden Seiten nach oben bewegen. Hiernach werden die Flügel nach unten gedrückt, wodurch über das Gewinde der Korken herausgezogen wird.
Beim Scherenkorkenzieher wird die Schneide wie üblich eingedreht, bis der Ring auf den Flaschenrand aufsetzt, wobei der im oberen Teil befindliche mehrfache Scherenmechanismus so lange zusammengefaltet ist. Zum Herausziehen des Korkens zieht man den Griff oberhalb des Scherenmechanismus.
Wie auch beim Kellnermesser besteht der Vorteil bei diesen Modellen in der Kraftersparnis aufgrund der Hebelwirkung.

### Überdruckkorkenzieher

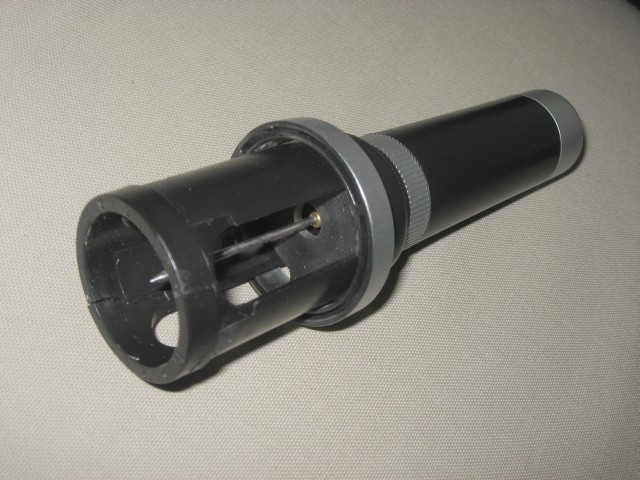
Überdruck-Korkenzieher

Beim Überdruckkorkenzieher wird eine Hohlnadel durch den Korken in die Flasche gestoßen. Durch diese Hohlnadel wird Gas (z. B. Luft) in die Flasche befördert, so dass ein Überdruck entsteht, der den Korken aus der Flasche drückt. Dieses Verfahren ist – neben dem der Federzunge – besonders für Korken geeignet, die aufgrund einer langen Lagerung bereits mürbe und brüchig geworden sind, so dass sie der Schraubenspindel eines herkömmlichen Korkenziehers nicht genug Halt bieten könnten.
Zur Erzeugung des Überdrucks gibt es zwei Möglichkeiten:
1. Der Korkenzieher ist mit einer Gaskartusche ausgestattet. Da eine Gaskartusche nur für das Öffnen weniger Flaschen ausreicht, ist in diesem Fall mit nennenswerten Betriebskosten zu rechnen.[3]
2. Der Korkenzieher beinhaltet eine Luftpumpe.

Bei unsachgemäßer Bedienung besteht Verletzungsgefahr.
Der Überdruckkorkenzieher wurde 1978 als Mordwaffe in der Folge Mord à la Carte der Fernsehreihe Columbo verwendet, indem während des Öffnungsvorgangs durch die Hohlnadel ein tödliches Gift in die Weinflasche injiziert wurde.

### Glockenkorkenzieher

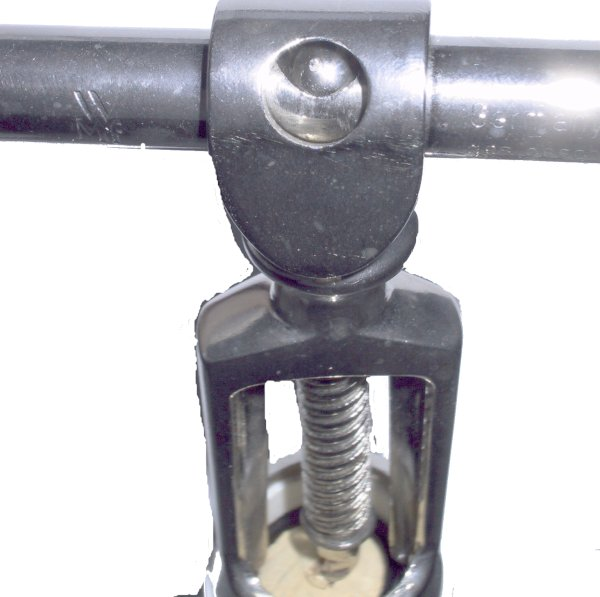
Beim Hineindrehen
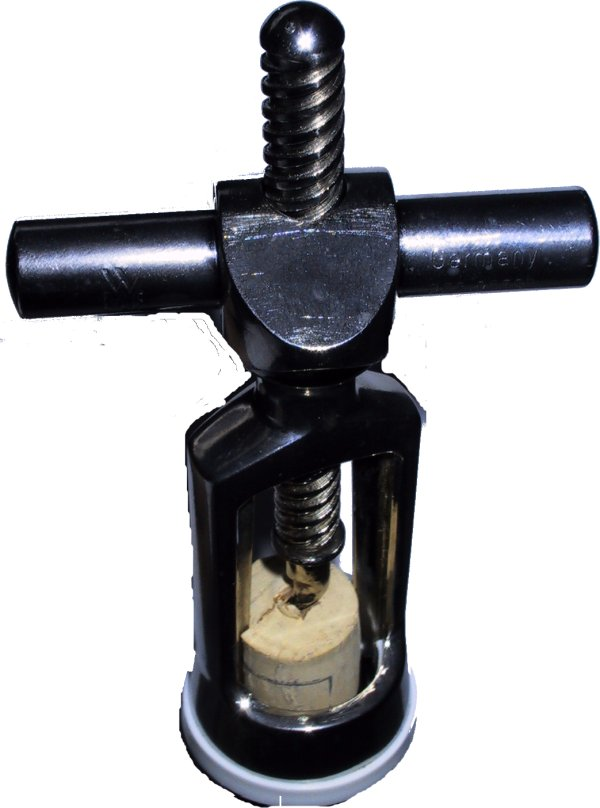
Beim Herausdrehen
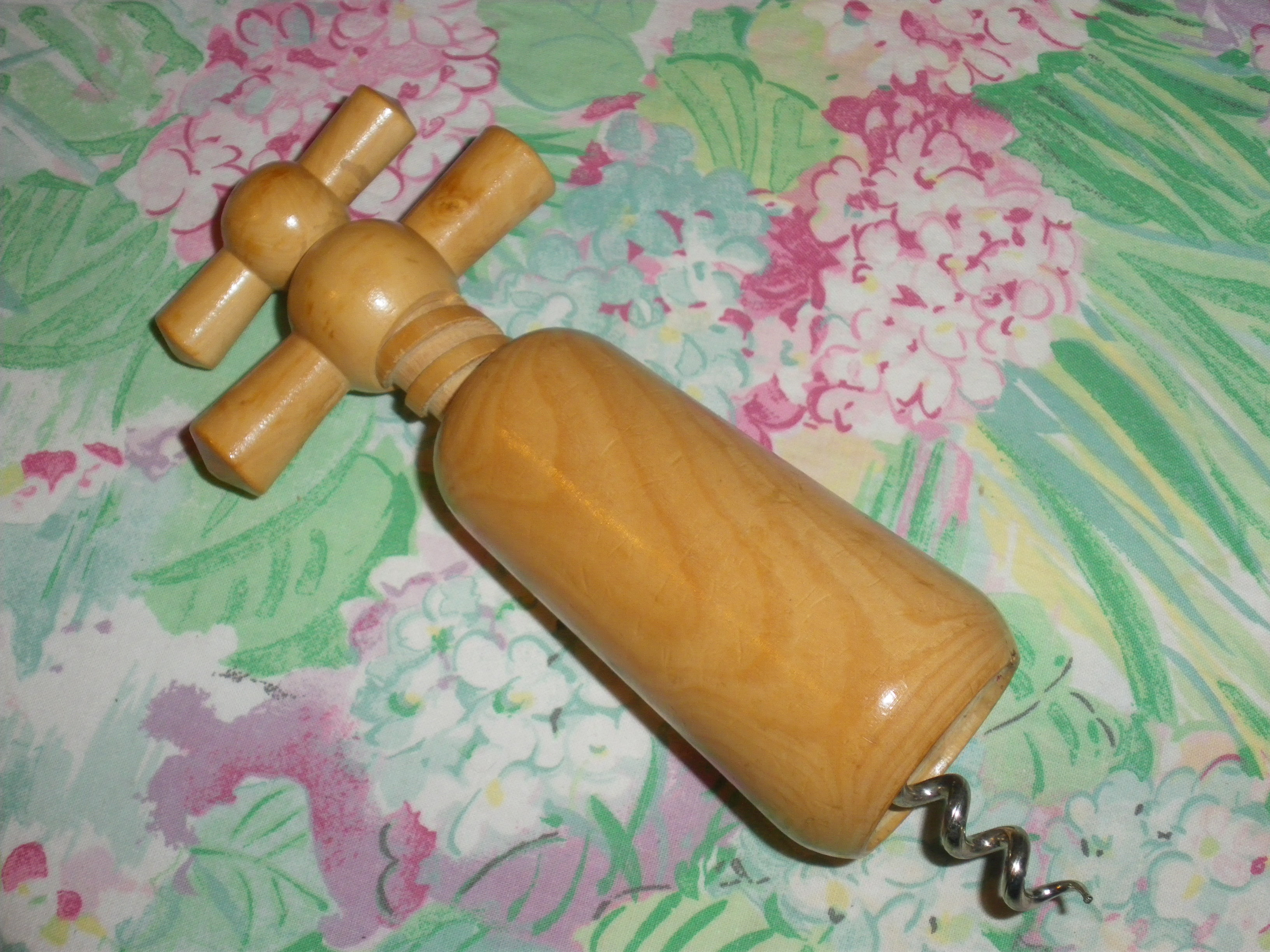
Variante 2
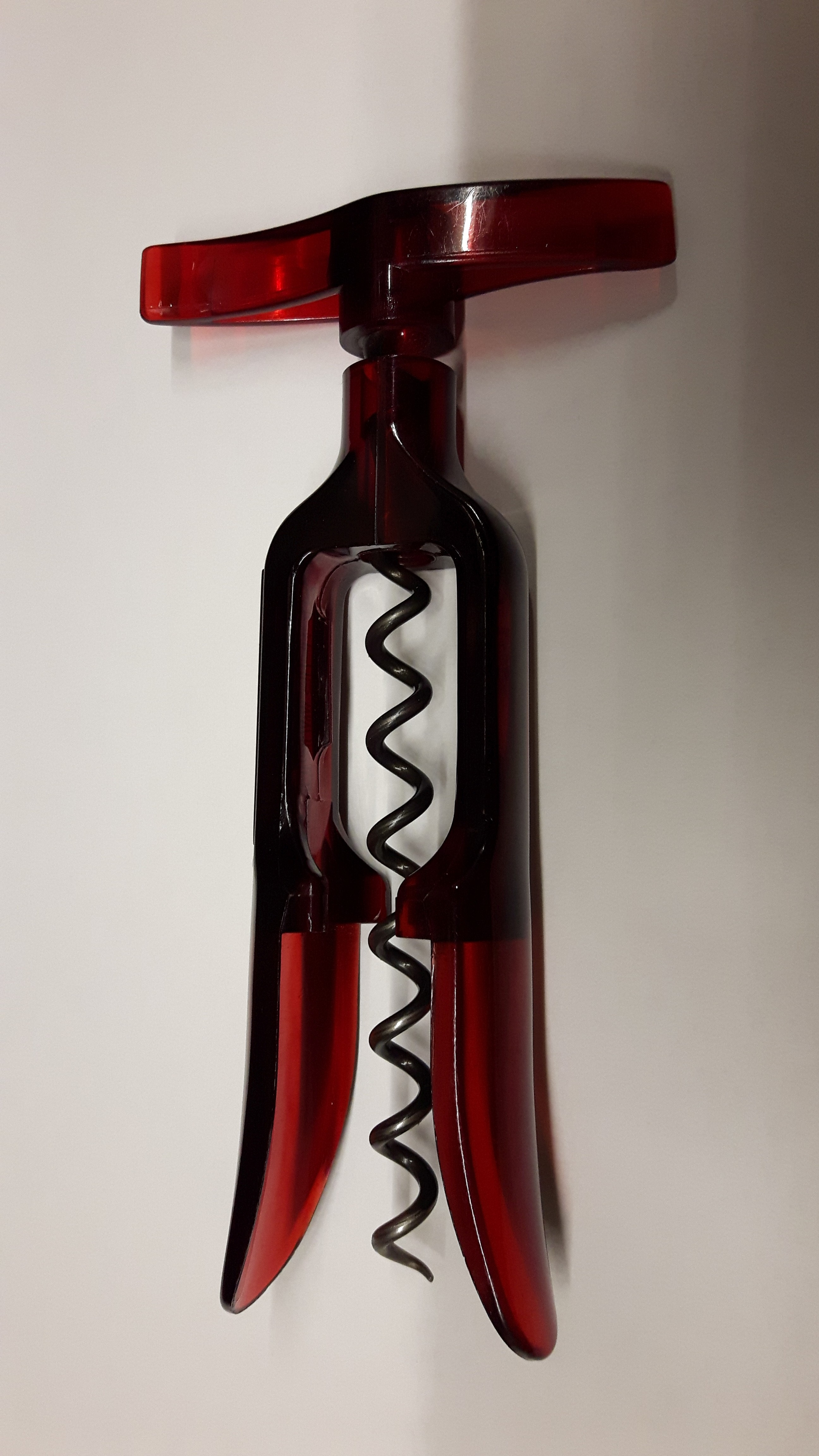
Variante 3

Variante 1: Die Spindel wird mit dem Quergriff in den Korken gedreht. Ist sie vollständig eingedreht, so wird durch einen Umschaltmechanismus der Drehgriff am oberen Ende auf das Gewinde geschaltet und der Korken wird herausgezogen.
Variante 2: Die Spindel wird mit dem oberen Quergriff in den Korken gedreht. Ist sie vollständig eingedreht, so wird mit Hilfe des unteren Quergriffs der Korken durch das Gewinde herausgezogen.
Variante 3 des Glockenkorkenziehers enthält nicht zwei Arten von Gewinde, sondern nur eine durchgehende mit Teflon beschichtete Schneide „mit Seele“, also eine Wendel. Nach dem Aufsetzen dreht man zunächst die Wendel so lange in den Korken, bis die Glocke aufsetzt. Beim Weiterdrehen der Wendel durch den Korken zieht diese Wendel den Korken dann aus der Flasche.

### Federzungen-Korkenzieher

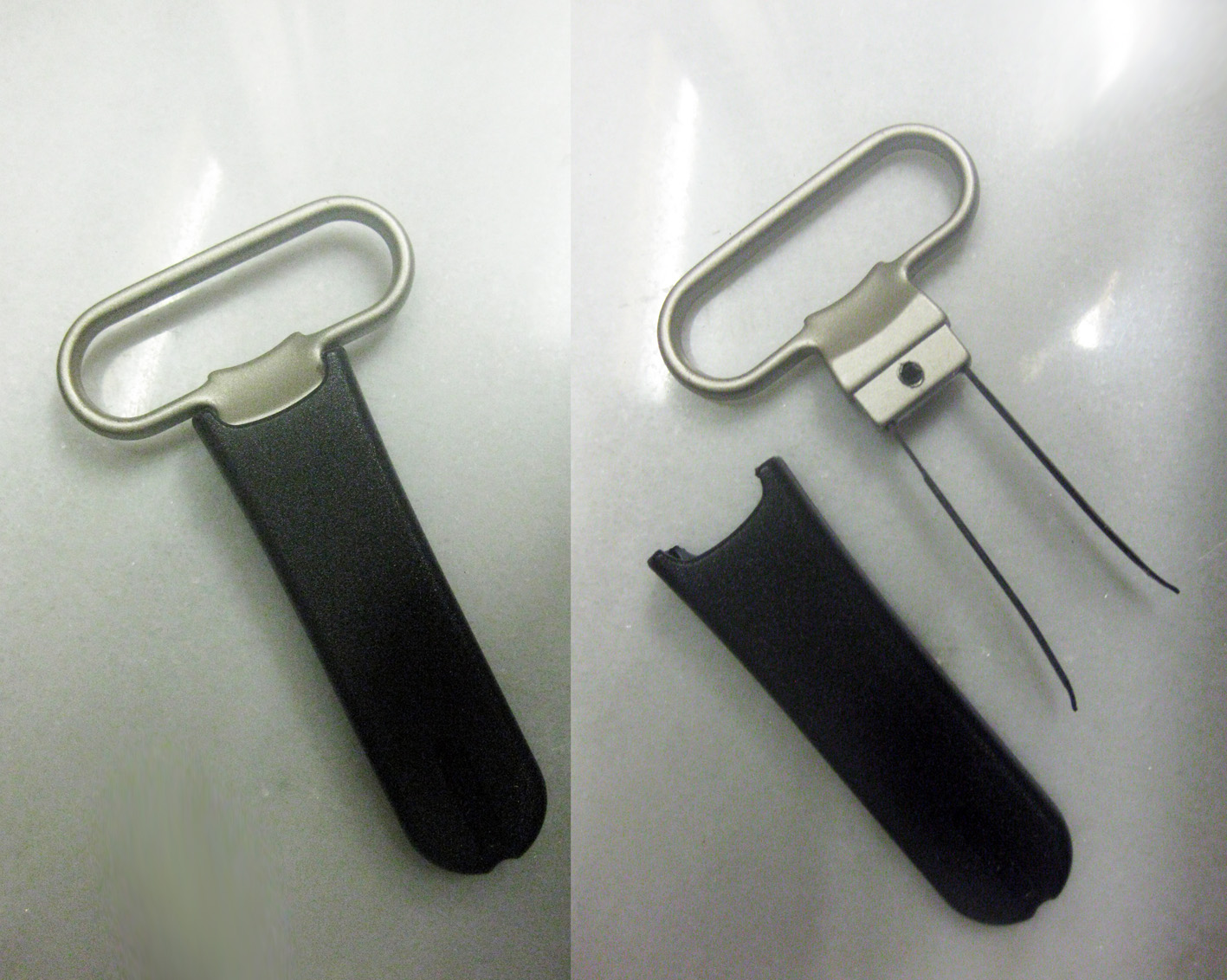
Federzungen-Korkenzieher und Hülle

Der Federzungen- oder auch Spangen-Korkenzieher besteht aus zwei unterschiedlich langen Zungen aus Federstahl im Abstand der Weite eines Flaschenhalses an der Innenseite. Zunächst werden die Zungen rechts und links zwischen Korken und Flaschenhals angesetzt. Diese werden sodann in einer wippenden Bewegung zwischen Korken und Hals eingeschoben, um den Korken anschließend unter Zug aus der Flasche herauszudrehen.
Für Kunststoffkorken ist der Federzungen-Korkenzieher eher nicht geeignet, jedoch oftmals das einzig geeignete Instrument, um alte, bröselig gewordene Naturkorken zu entfernen.
Mit dem Federzungen-Korkenzieher kann man nicht nur einen Korken entfernen, sondern auch wieder in die Flasche einsetzen. Hierzu wird er mithilfe des Geräts in die Flasche hineingedreht und in wippender Bewegung ohne den Korken herausgezogen. Der Korken bleibt hierbei unbeschädigt.

## Allgemeine Hinweise zum Korkenzieher
- Der Freiraum in der Mitte der Wendel wird als „Seele“ bezeichnet. Diese Konstruktion soll vermeiden, dass nur ein Loch in den Korken gebohrt wird, ohne ihn beim Herausziehen mitzunehmen. Ferner verhindert die Seele, dass der Korken dabei zerkrümelt. Die Wendel sollte den Korken unten nicht durchstoßen, um zu vermeiden, dass Kork in den Wein bröselt.
- Der Korkenzieher sollte auch einwandfrei bei Kunststoffkorken funktionieren und diese mit geringem Kraftaufwand senkrecht nach oben aus der Flasche ziehen.
- Lässt sich der Korken nicht entfernen, kann mit einer Portweinzange der Flaschenhals abgetrennt werden.

## Weiteres

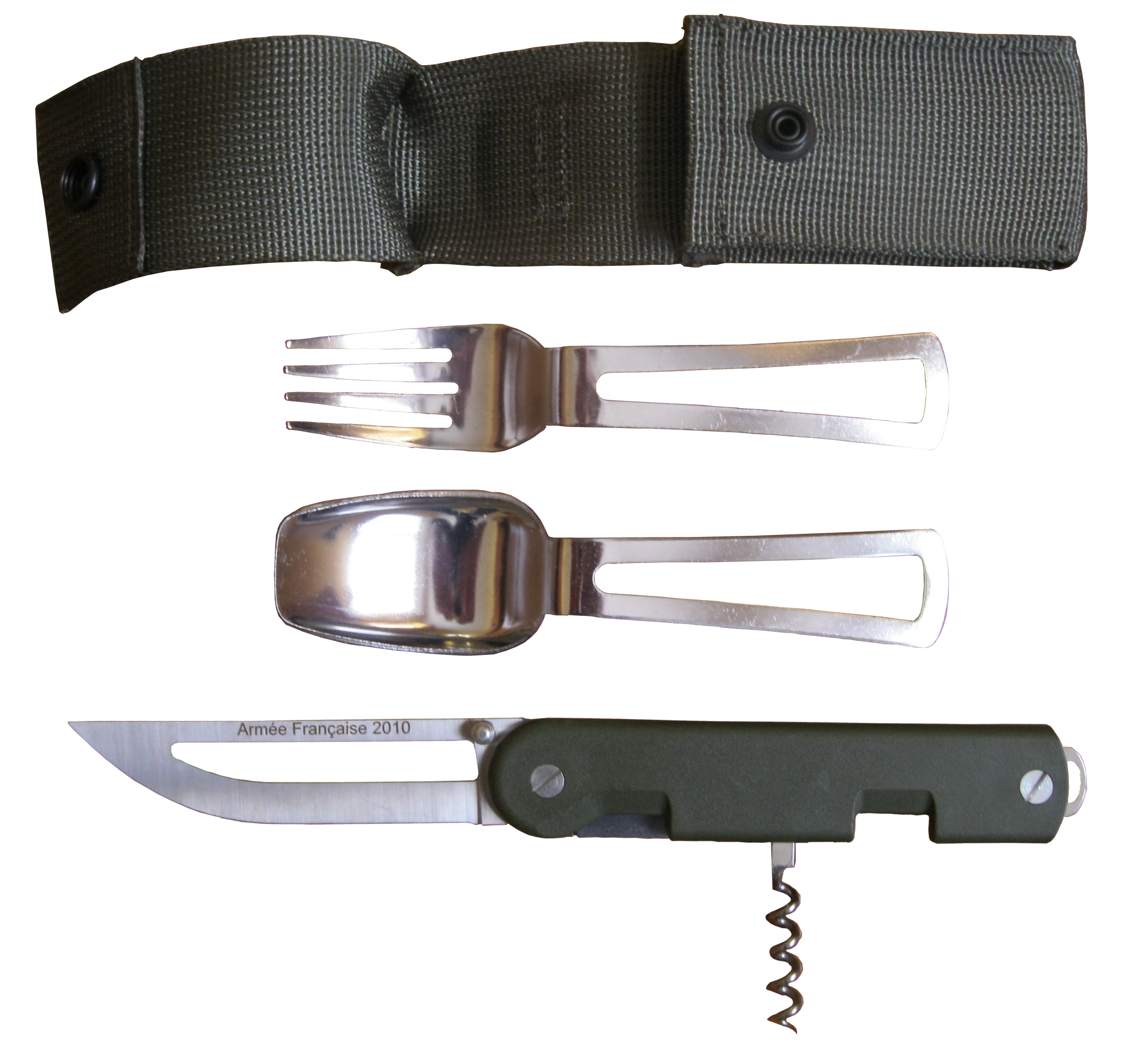
Baroudeur-Feldbesteck der französischen Armee

- Die französische Armee stattet traditionell ihr Feldbesteck mit einem Korkenzieher aus. Es gibt keine weitere Armee, die auf diese Funktion Wert legt.